# 柔玄镇
柔玄镇，是中國歷史上南北朝時北魏防衛柔然的六大軍鎮之一。
魏太武帝置柔玄镇，在今河北省尚义县三工地镇土城子，一说在今内蒙古自治区兴和县西北台基庙东北，又说在今四子王旗东库伦图城卜子古城，又说在今察哈尔右翼中旗塔布胡同古城，又说在今察哈尔右翼后旗白音察干古城。与沃野镇、怀荒镇、武川镇、抚冥镇、怀朔镇并称六镇，是六镇中从东到西第二镇。主要是防御北边柔然的侵扰，处于入漠北草原的要道上，地理位置十分重要。孝昌元年（525年）六镇之乱被镇压后，八月，柔玄镇人杜洛周又聚众于上谷起事，年号真王，攻没郡县，南围燕州。